# Orawska Kolej Leśna

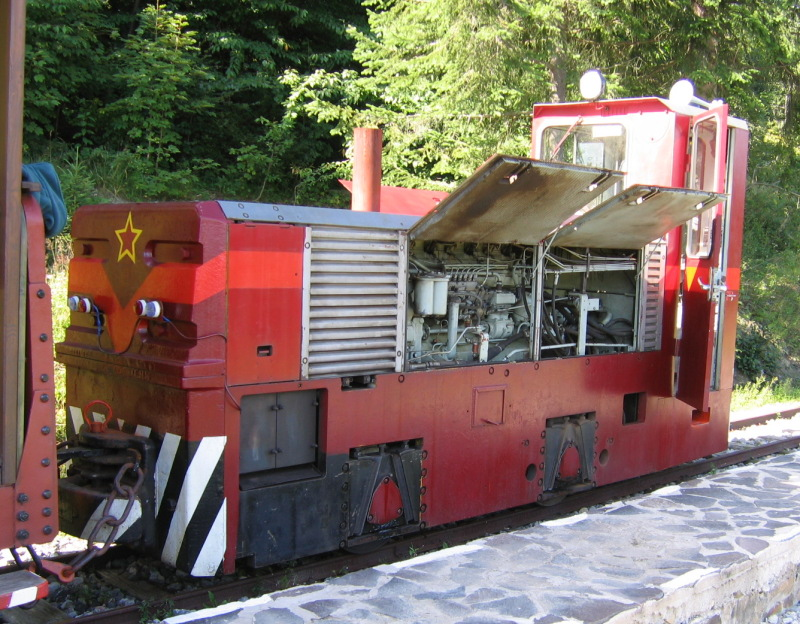
Dieslowska lokomotywa DH-100, kursująca na odcinku Tanečník – Beskyd

Orawska Kolej Leśna (słow. Oravská lesná železnica, Lesná úvraťová železnica Tanečník – Beskyd) – kolej wąskotorowa w północno-wschodniej Słowacji, o rozstawie szyn 760 mm. Jest to fragment orawskiej części dawnej Kysucko-Orawskiej Kolei Leśnej (Kysucko-oravská lesná železnica). Długość jej czynnego odcinka wynosi 7 km.

## Historia
4 kwietnia 1914 roku zrzeszenie właścicieli lasów obszaru dorzecza Białej Orawy z Orawskiego Podzamku otrzymało pozwolenie na budowę kolei leśnej na Orawie. Budowa trwała podczas I wojny światowej. Zezwolenie na przewozy zostało wydane dla Orawskiej Kolei Leśnej 27 lipca 1918 roku. Pierwsze pociągi ruszyły w 1918 roku z Orawskiej Leśnej przez Zakamienny Klin do Łokczy (wówczas Erdutka), z odgałęzieniem na północ do Mutnego. Zwożono nią drewno z lasów należących do komposesoratu orawskiego. W latach 1925–1926 wybudowano odcinek o długości 10,5 km, łączący orawską wąskotorówkę z Kysucką Koleją Leśną (biegnącą z Vychylovki aż do Oszczadnicy). Przyczyną budowy łącznicy była chęć połączenia kolei orawskiej przez kolej kysucką z kolejami państwowymi w celu ułatwienia wywozu drewna. Wiązało się to z koniecznością pokonania trudności technicznych związanych z podjazdem na stromy stok Beskidu, co rozwiązano za pomocą zastosowania nawrotów na stacjach w Chmúra i na przełęczy Beskyd oraz trzech nawrotów pomiędzy nimi. Trawersując pokonywane wzniesienia, pociągi kolejki, to jadąc w przód, to w tył, na długości 1,5 km pokonywały po stronie kysuckiej różnicę wzniesień wielkości 217,69 metrów (o pochyleniu dochodzącym do 73‰). Stacja Beskyd stanowiła zarazem granicę między Kysucami a Orawą.

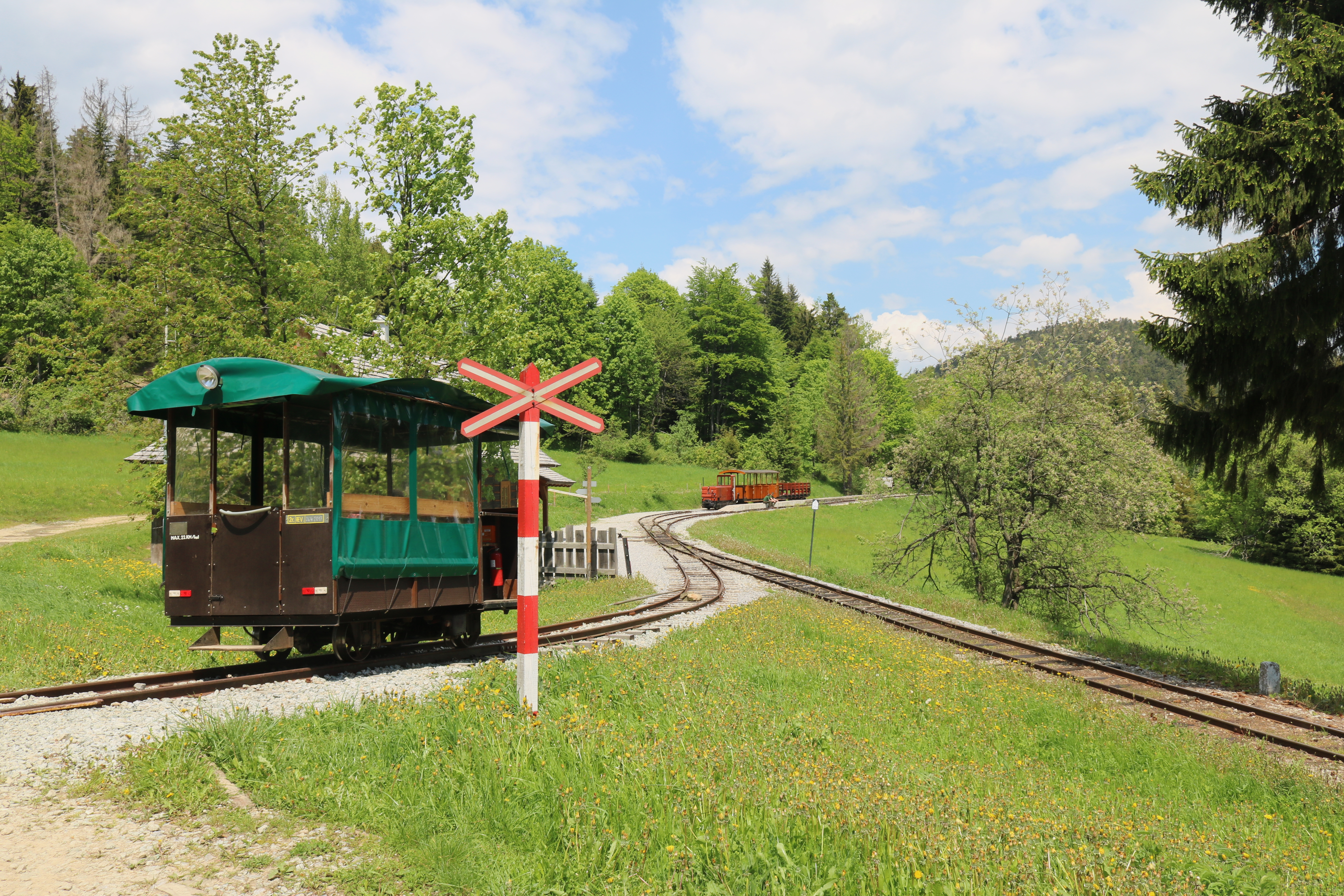
Nawrót na stacji Beskyd (po prawej tory w kierunku stacji Tanečník)

Przewozy na łącznicy rozpoczęto 1 października 1926 roku. Utworzono wówczas Kysucko-Orawską Kolej Leśną (Kysucko-oravská lesná železnica), z główną linią o długości 61 km z Łokczy po stronie orawskiej do Oszczadnicy, gdzie była skomunikowana z Koleją Koszycko-Bogumińską. Łącznie z licznymi bocznicami, pod koniec lat 20. sieć sięgnęła maksymalnie długości ok. 110 km.
Po II wojnie światowej dobra komposesoratu upaństwowiono, a działalność kolejki osiągnęła szczyt w latach 50. Zarząd państwowej kolei leśnej mieścił się w Zákamenném. W następnej dekadzie zwożenie drewna tym środkiem transportu przestało być opłacalne, a zastąpił je transport samochodowy. W styczniu 1969 roku władze czechosłowackie zdecydowały o likwidacji kolei do końca 1971 roku. Przewozy zawieszono oraz rozpoczęto demontaż torów i infrastruktury. W I etapie planowano rozebrać odcinki Mútne – Furandová oraz Birch – Zákamenné. Oficjalnie zakończenie działalności nastąpiło z końcem 1971. Z sieci liczącej 110 kilometrów torów ocalało tylko 8 kilometrów na odcinku Tanečník (przysiółek Orawskiej Leśnej) – Beskyd (w pobliżu przysiółka Demänová) – Chmúra, czyli praktycznie łącznik wybudowany w 1926 roku, z najcenniejszym pod względem rozwiązań technicznych układem nawrotów.

## Teraźniejszość
Uratowany dzięki protestom miłośników kolei i techniki i uznany w 1972 roku za pamiątkę kultury technicznej, orawski odcinek został pozbawiony jakiegokolwiek nadzoru. Dopiero w 1988 roku część tę przejęło Muzeum Orawskie im. P. O. Hviezdoslava. W 1991 roku zachowany odcinek dawnej kolei kysucko-orawskiej został uznany za narodowy zabytek kultury Słowacji. W 1992 roku zawarto porozumienie między Muzeum Orawskim a Muzeum Kysuckim przewidujące odbudowę całego zachowanego odcinka. Pierwsze prace rekonstrukcyjne po stronie orawskiej zaczęto w 1996 roku, odbudowując tory w rejonie przełęczy Beskid i most w pobliżu stacji Tanečník, z pomocą Sił Zbrojnych Republiki Słowackiej. W 1997 roku tory zostały jednak uszkodzone przez osuwiska po ulewnych opadach deszczu, co zwłaszcza dotknęło odcinka z nawrotami po stronie kysuckiej od stacji Beskyd. Zarzucono po tym plan połączenia obu kolei. Sporadycznie po stronie orawskiej prowadzony był jedynie ruch prywatnymi drezynami.
Dopiero w 2004 roku opracowano projekt rewitalizacji, a od 2005 roku ruszyła systematyczna odbudowa zachowanej linii po stronie orawskiej, na którą Muzeum Orawskie otrzymało subwencję ze środków Unii Europejskiej. Nawierzchnia i szyny zostały wymienione, rozbudowano też infrastrukturę turystyczną przy stacji Tanečník. Remont ukończono w październiku 2007 roku, a 31 maja 2008 uruchomiono ruch pociągów turystycznych na odcinku Tanečník – Beskyd. Długość trasy w jedną stronę wynosi 3 km, a czas przejazdu 15–20 minut; ogółem podróż z postojem na stacji Beskyd trwa godzinę 10 minut. W przysiółku Tanečník znajduje się kasa, sklep z pamiątkami oraz niewielkie muzeum, natomiast przy przełęczy Beskyd, gdzie znajduje się najwyżej położony punkt na trasie kolejki (939,1 m n.p.m.), wybudowano dla turystów niewielką wieżę widokową.
W czerwcu 2011 roku po naprawie powrócił na trasę kolei parowóz 15 233 Gontkulák produkcji ČKD z 1928 roku. Oprócz niego używane są dwie lokomotywy spalinowe DH 100.
Od strony kysuckiej, w 1974 roku część kolei oddano Muzeum Kysuckiemu w Czadcy. Zrekonstruowano rozebrany odcinek Chmúra – Kubátkovia o długości 2,7 km, tworząc Historyczną Nawrotową Kolej Leśną (Historická lesná úvraťová železnica, HLUŽ), na której od 1995 roku rozpoczęto rozkładowy sezonowy ruch turystyczny. Pociągi wjeżdżają tylko na pierwszy trawers za stacją Chmúra.

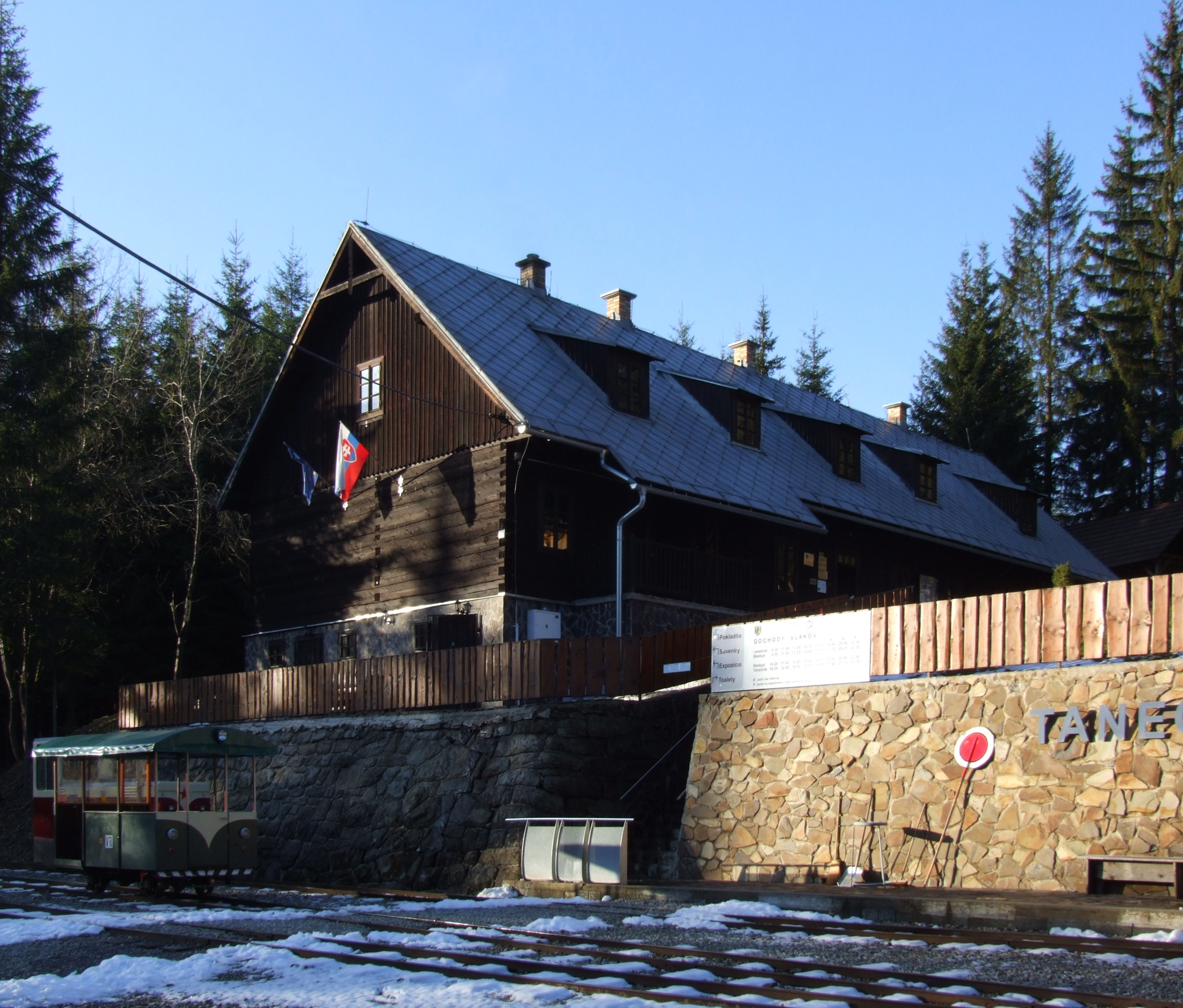
Stacja Tanečník – kasa i niewielkie muzeum
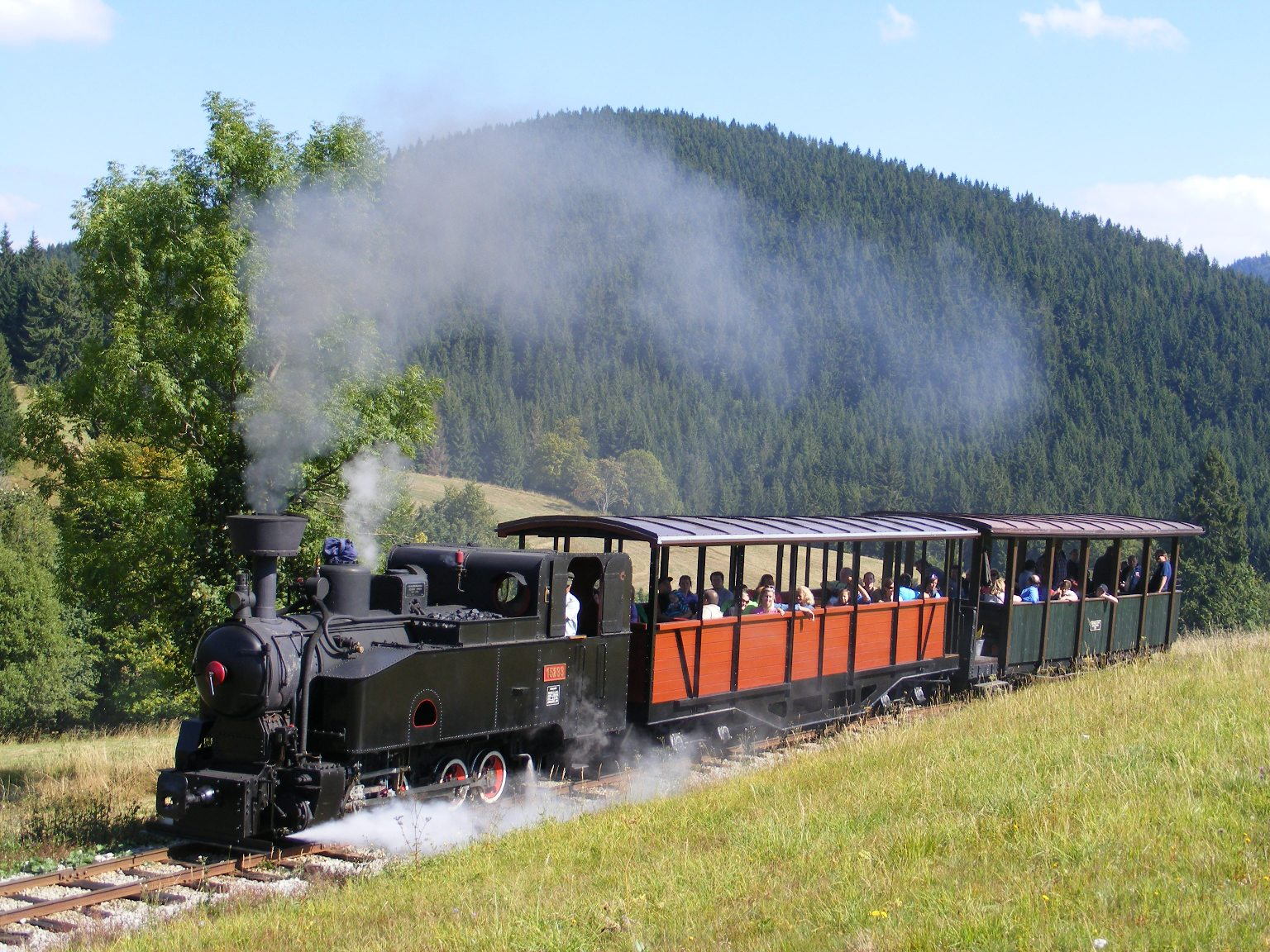
Pociąg z parowozem Gontkulák